# Zebrias altipinnis
Zebrias altipinnis es una especie de pez de la familia Soleidae en el orden de los Pleuronectiformes.

## Distribución geográfica
Se encuentran desde las  costas del este de la India hasta Indonesia.